# パーチー (原子力潜水艦)
| USS Parche (SSN-683) |                                                                 |
| 艦歴                 |                                                                 |
| 発注:                | 1968年6月25日                                                   |
| 起工:                | 1970年12月10日                                                  |
| 進水:                | 1973年1月13日                                                   |
| 就役:                | 1974年8月17日                                                   |
| 退役:                | 2004年10月19日                                                  |
| 除籍:                |                                                                 |
| その後:              | 原子力艦再利用プログラム                                        |
| 性能諸元             |                                                                 |
| 排水量:              | 基準：6,038トン、 満載：6,475トン （後に水中：7,800トンに増大） |
| 全長:                | 90.8m(298 ft)、 （後に122.4m(401 ft)に延長）                    |
| 全幅:                | 9.7 m (32 ft)                                                   |
| 吃水:                | 8.8 m (29 ft)                                                   |
| 機関:                | S5W reactor                                                     |
| 最大速:              | 20+ ノット (37 km/h)                                            |
| 乗員:                | 士官14名、兵員98名 （後に士官22名、兵員158名）                  |
| 兵装:                | 21インチ魚雷発射管4基                                           |
| モットー:            | Par Excellence                                                  |

パーチー (USS Parche, SSN-683) は、アメリカ海軍のスタージョン級原子力潜水艦。艦名はチョウチョウウオに因む。その名を持つ艦としてはバラオ級潜水艦96番艦(SS/AGSS-384)以来2隻目。

## 艦歴
パーチーの建造は1968年6月25日にミシシッピ州パスカグーラのインガルス造船所に発注された。1970年12月10日に起工、1973年1月13日にフィリップ・A・ビシャニー夫人によって命名、進水し、1974年8月17日にリチャード・N・チャールズ艦長の指揮下就役した。
就役後のパーチーは、1976年まで大西洋艦隊に所属し、その後太平洋艦隊に転属、カリフォルニア州メア・アイランドを母港とした。
1987年から1991年までパーチーはメア・アイランド海軍造船所で大規模なオーバーホールと同時に、大規模な改修が施された。この改修では、燃料棒交換のほか、「研究開発 (Research & Development)」計画にもとづく区画の挿入が行なわれた。この「研究開発」計画により、パーチーの船体はセイル前方で30m延長され、その追加部分の上部は平坦で弾道ミサイル潜水艦のミサイル・デッキの様であった。追加部分には海底作業用区画および無人遠隔作業艇 (ROV: Remote Operation Vehicle) 格納庫が設けられた。また前方上方へ射出する短射程のソナー、海氷下で活動を行うためのスポットライトおよび有線テレビカメラなどが増設された。
これらに伴い、増設された諸機材を取り扱うために乗員数は増加し、また排水量の大幅な増大により最大速力は原級からさらに低下した。「研究開発」という計画名にもかかわらず、これらの改修は、当時のアメリカ海軍の言うところの特殊任務、すなわちソ連領海における情報収集任務への適合化を図るためのものであった。
改修が完了するとパーチーは第5潜水艦開発部隊に配属され、新たな任務に就く。1992年に太平洋艦隊での任務を再開し、1994年11月には母港をワシントン州バンゴールのバンゴール海軍潜水艦基地に変更した。
パーチーは2004年10月19日にピュージェット・サウンド海軍造船所で退役した。パーチーの研究開発任務はシーウルフ級ジミー・カーター(SSN-23)が受け継ぐこととなる。
パーチーのセイル部分は2006年の夏にオープンしたブレマートンの海事公園に移動され、公開の予定である。